# The Death of Klinghoffer
La mort de Klinghoffer (títol original en anglès, The Death of Klinghoffer) és una òpera en dos actes del compositor nord-americà John Adams, amb llibret d'Alice Goodman. Es va estrenar el 19 de març de 1991 al Teatre de La Monnaie de Brussel·les amb l'Orquestra de l'Òpera de Lió i el cor de l'Òpera de Londres sota la direcció de Kent Nagano.
L'òpera es basa en segrest del creuer Achille Lauro per part del Front d'Alliberament de Palestina el 1985 i el posterior assassinat del passatger jueu nord-americà Leon Klinghoffer. El concepte de l'òpera es va originar amb el director teatral Peter Sellars, que en fou un gran col·laborador, així com el coreògraf Mark Morris. Es tracta d'un encàrrec de cinc companyies operístiques dels Estats Units i d'Europa, a més de la Brooklyn Academy of Music.
Sempre que s'ha representat ha generat una gran controvèrsia, perquè una part de la crítica, així com les dues filles de Klinghoffer, que van assistir a l'estrena de manera anònima, l'ha qualificat de ser antisemita i, fins i tot, de glorificar el terrorisme. Els creadors de l'obra, entre d'altres, han rebutjat aquestes crítiques.